# Montessori (inslagkrater)
Montessori is een inslagkrater op de planeet Venus. Montessori werd in 1985 genoemd naar de Italiaanse onderwijsvernieuwer Maria Montessori (1870-1952).
De krater heeft een diameter van 42,1 kilometer en bevindt zich in het quadrangle Metis Mons (V-6).